# Долгая коса
До́лгая коса́ — образованная ракушечником коса в Ейском районе Краснодарского края на восточном побережье Азовского моря, часть Ейского полуострова.
Долгая коса ограничивает с юга Таганрогский залив от Азовского моря. Является ландшафтным памятником природы Краснодарского края с уникальными ракушечными пляжами, глубоким морем, пресноводными озёрами, богатым животным и растительным миром. 
У основания Долгой косы располагается станица Должанская.
При Российской империи было развито рыболовство.

## Описание
Долгая коса является высоко динамичным природным образованием, площадь её постоянно меняется, особенно в дистальной части. В начале XXI века длина косы по осевой линии приближалась к 9,5 км, тогда как 60 лет назад она достигала 17 км. Антропогенное воздействие — забор ракушечника для строительства Цимлянского водохранилища в 1948—1953 гг. привело к резкому сокращению косы. В последующие годы размыв привел к её сокращению более чем на 3 км. Затем фаза размыва сменилась нарастанием. В последние годы наблюдается новое отступление берегов со стороны Таганрогского залива в её оконечности.
Микрорельеф косы сформировался под влиянием морских волноприбойных явлений. В целом поверхность косы уплощена и осложнена береговыми валами, между которыми в понижениях образуются небольшие озера. В среднем коса в пределах участка, выделенного под памятник природы, поднимается над уровнем воды на 1-1,5 м. Вдоль юго-западного берега сформировался пляж шириной 15-20 м. На северо-восточном берегу, вдоль линии размыва древних береговых валов, ширина пляжа колеблется от 3 м у корня косы до 10 м на её окончании.
Долгая коса геоморфологически продолжается Долгими островами. На этих островах, в самой её выдающейся в море части обитают птицы, в основном чайки и бакланы.

## Геология
В геолого-литологическом строении косы основную роль играют морские отложения створок раковин моллюска Cardium. На окончании косы в составе наносов её содержатся от 80 до 100 %. Биогенный материал поступает с биоценозов с доминированием моллюсков, что при благоприятных условиях ведет к увеличению объема тела косы и изменению её очертаний. Раковинный материал с течением времени истирается, поэтому стабильность косы зависит от поступлений новых порций ракуши. Мощность отложений ракуши на илах — 5-18 м.

## Природа
Памятник природы образован 14 июля 1988 года с целью сохранения уникальных форм рельефа и связанных с ним природных ландшафтов, охраны мест концентрации разнообразных видов птиц в период гнездования, линьки, на местах зимовки или отдыха во время миграций (в том числе малой крачки, кулика-сороки, морского зуйка, черноголового хохотуна, черноголовой чайки, шилоклювки); охраны 4 видов растений, занесённых в Красные книги Российской Федерации и Краснодарского края (горчица морская эвксинская, катран морской, молочай бутерлак, синеголовник морской). Также, на косе произрастает полынь приморская, кермек широколистный, латук татарский. Сильно засоленные низины заняты солеросом травянистым. На солончаках часто встречается костер мягкий, щавель узколистый, донник белый. На косе много также элементов степной флоры: коровяк сидячецветный, воробейник полевой, клевер угловатый, молочай степной, цикорий обыкновенный и др. Интересно, что здесь, в отличие от других кос Ейского полуострова, произрастает представитель пустынь тамариск ветвистый.

## Фотогалерея
- Долгая коса в её оконечности. Видны размывы, образующие гряду островов.
- Птицы на островах косы Долгая, в основном чайки и бакланы. На фото вид в сторону островной части косы, слева — Азовское море, справа — Таганрогский залив.
- Край косы.